# Sandracottus maculatus
Sandracottus maculatus es una especie de escarabajo del género Sandracottus, familia Dytiscidae. Fue descrita científicamente por Wehncke en 1876.

## Distribución geográfica
Habita en Asia del Sur.